# 朝鮮民主主義人民共和國文化

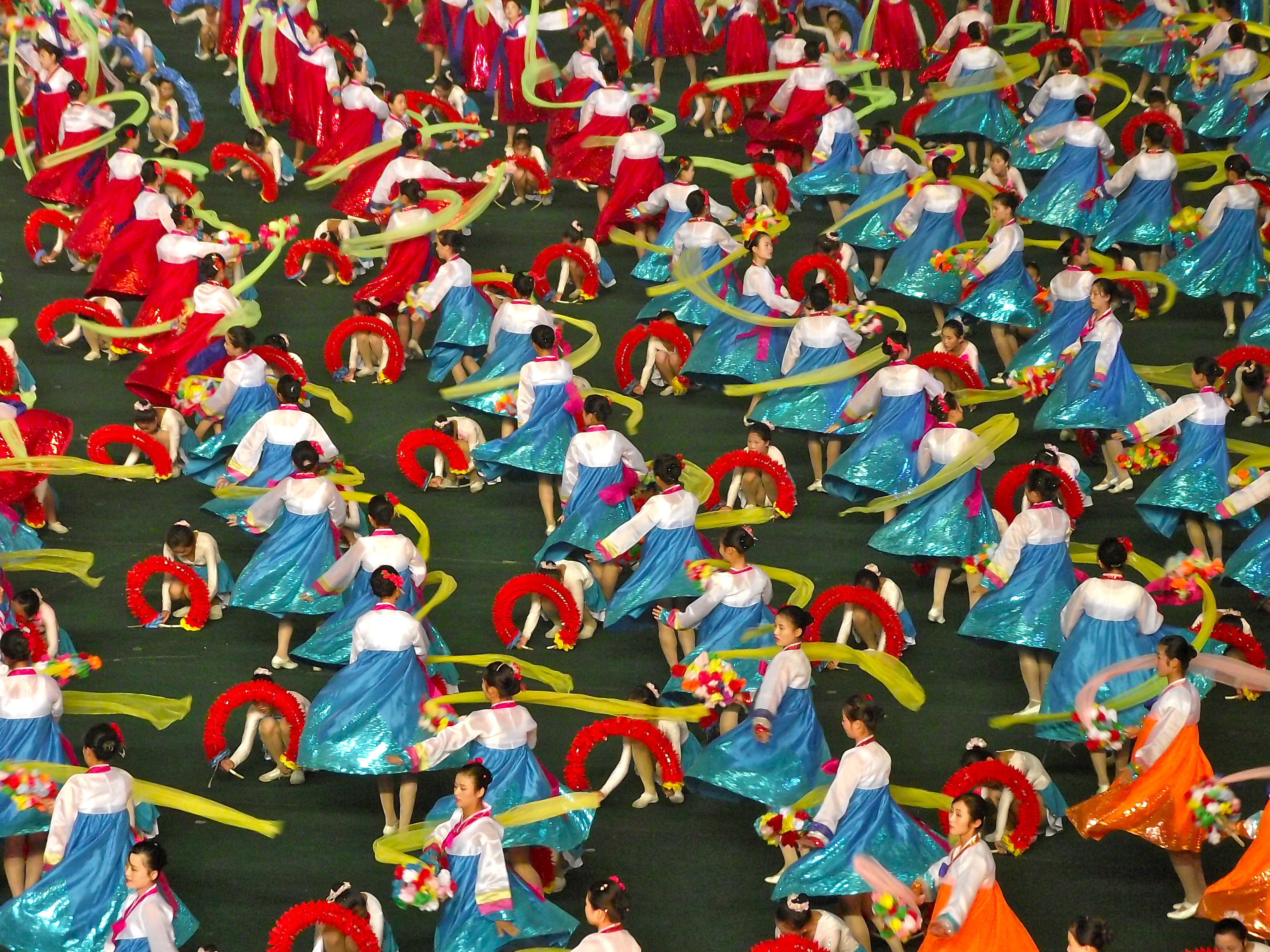
阿里郎節是最著名當代北韓文化圖騰

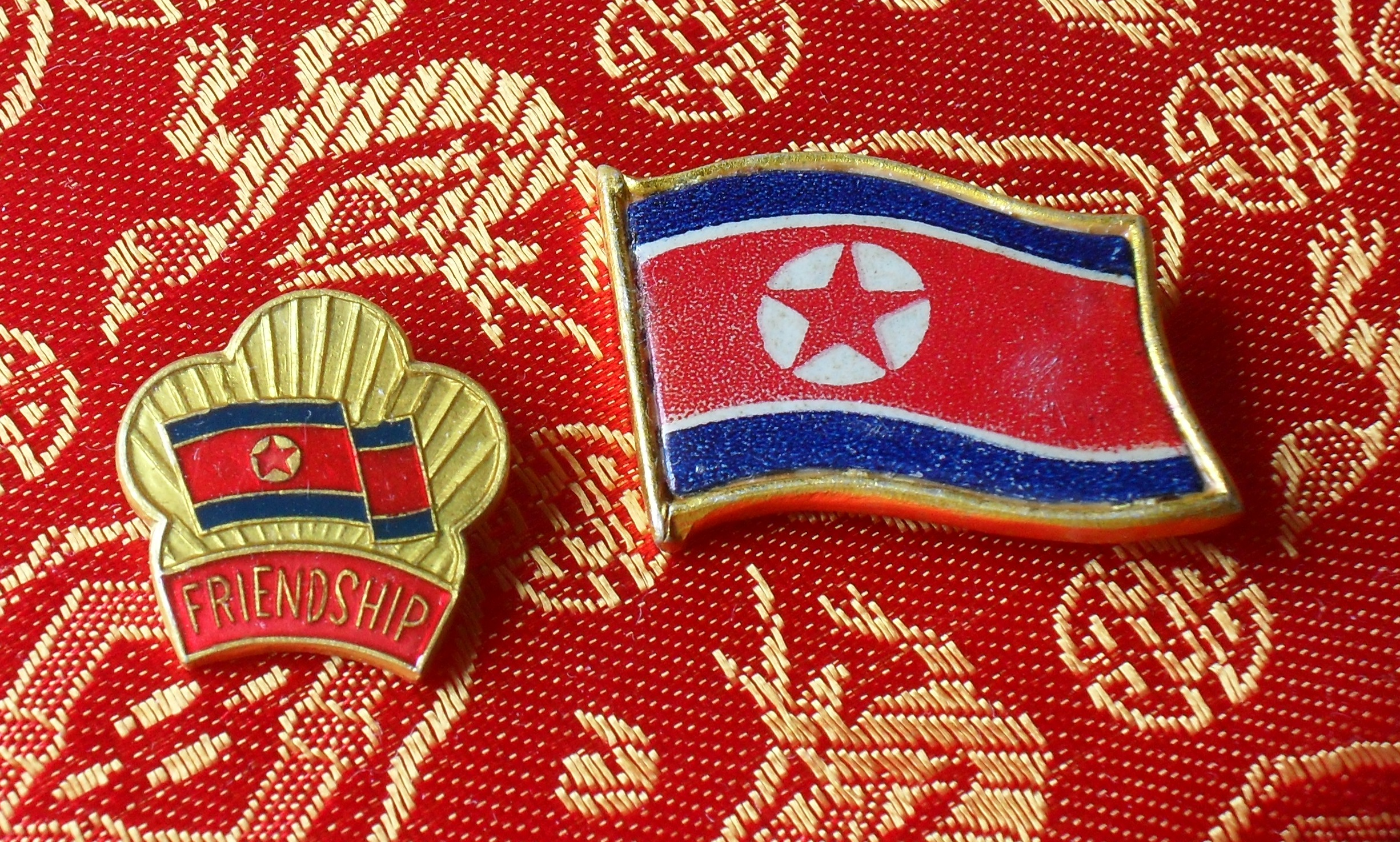
朝鮮勞動黨的標誌品

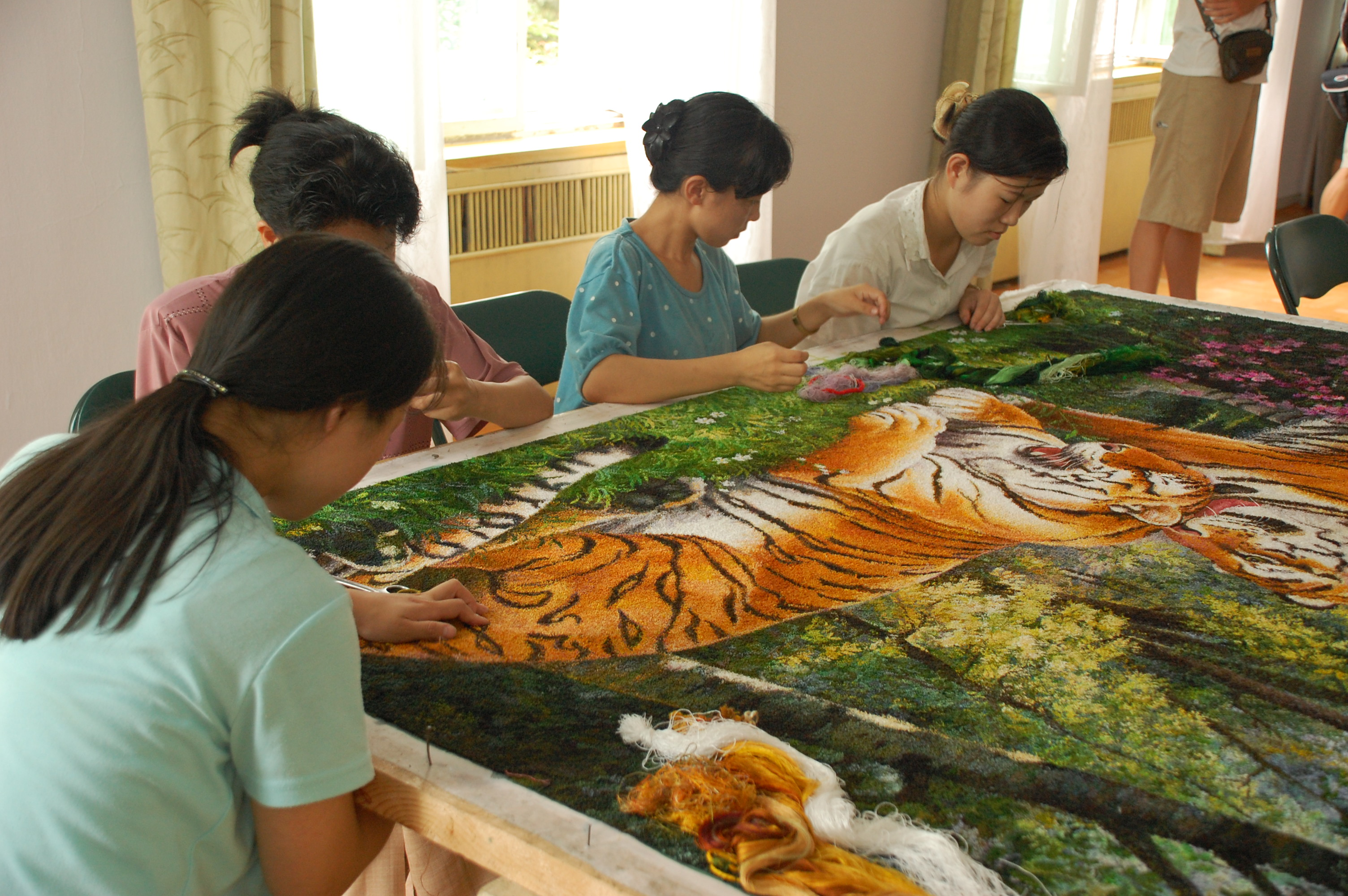
平壤刺繡廠的出口品

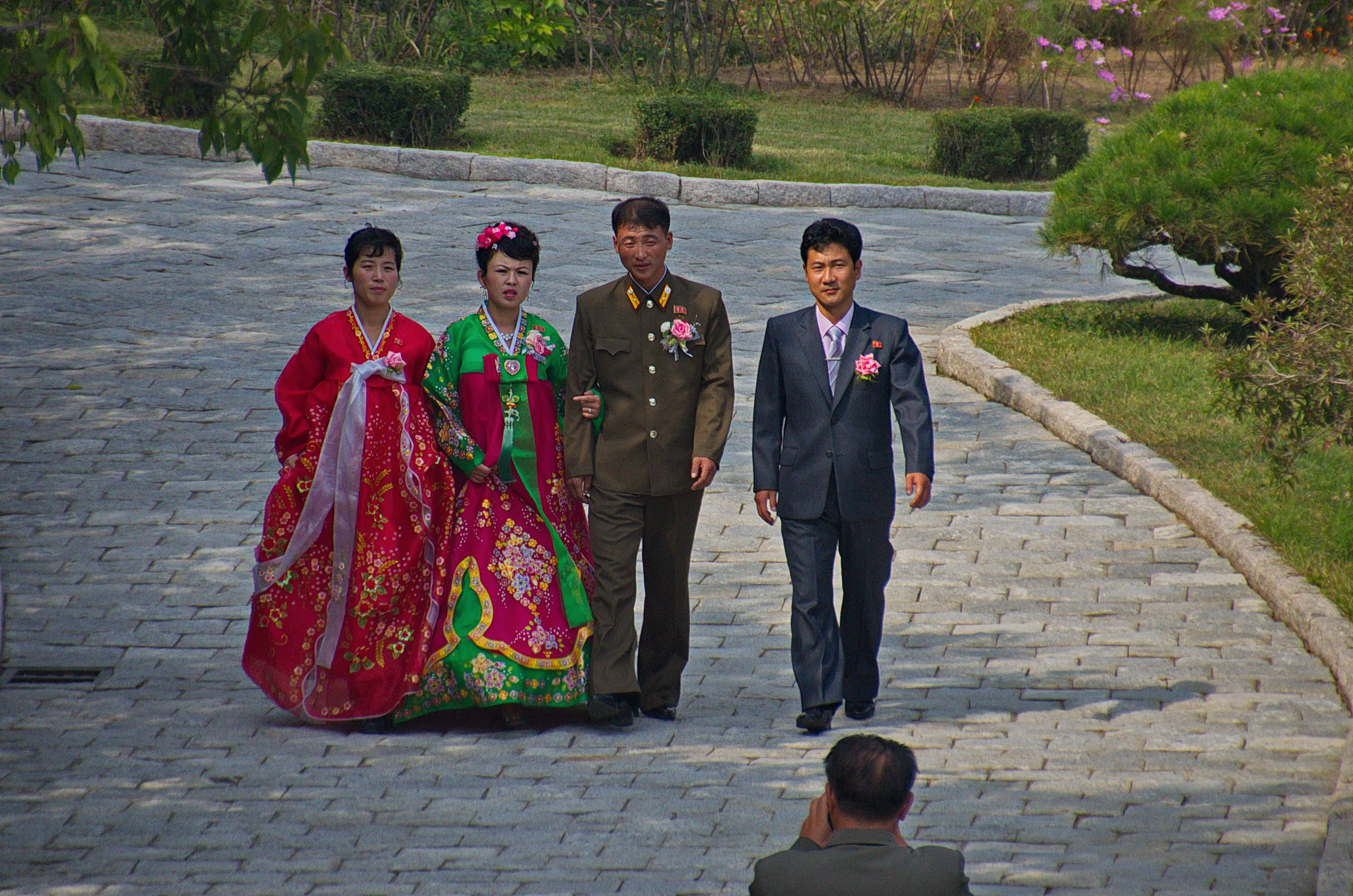
著傳統韓服的北韓民眾

朝鮮民主主義人民共和國文化基本傳承了古朝鮮文化的特質並帶有較多中華文化色彩，韓戰以後在政治層面較多金氏家族個人崇拜，但這點與傳統朝鮮半島歷史上的皇權體制並無太大衝突所以平順的過渡，然而長期的經濟貧困和國際封閉造成朝鮮民主主義人民共和國較少人民有餘力從事文化活動和創造，諸多較高品質文化作品是政府資源所完成。
阿里郎節以大型團體操的形式展現朝鮮民主主義人民共和國歷史，約有六到十萬人參加演出。它通過場面宏大的舞蹈講述北韓經歷的革命歷程同時融合朝鮮傳統文化，以及宣傳北韓建國後的建設成就和當代風貌，其中包括金氏父子的光輝事跡。在主席台對面的觀眾席上另有數千人協助演出，他們通過變換手中的彩色紙板組合成壯觀的演出背景並打出各種標語。演出會在一些情況下向南韓及西方國家的公民開放觀看，另外類似的活動也會在金日成體育場舉行。
朝鮮對外文化聯絡委員會是朝鮮民主主義人民共和國對外文化機關，負責組織與世界其他國家及組織的文化活動，以提升朝鮮國際關係地位。現任委員長是金貞淑。

## 傳統文化
由於歷史緣故，朝鮮半島深受佛教和儒學的影響，這也影響到現時朝鮮族的價值觀和風俗。朝鮮族重視「長幼尊卑」，孝順父母、尊師重道和孝敬長輩是為人的原則。晚輩對長輩說話時必須使用敬語，對自己年齡稍大的也應如此，以示有禮。在用餐時，也要先給老人和長輩盛飯上菜，待他們舉匙後後輩才能就餐。在酒席上，要按年齡大小依次入座，又要對老人敬禮和問好。在節日時，晚輩則要到父母和老師家祝賀。
此外，北韓人十分強調「良心」，父母從小就會教導子女要做個有良心的人。有沒有「良心」是北韓人評價他人的標準，在農村社會，一個人若被評為「良心不正」會被村民鄙視。也正所因如此，朝鮮族自評為世上最純潔的民族。
在飲食方面，北韓一直沿用朝鮮半島的傳統，變化不大。米和泡菜是當地人主要的糧食，在北韓經濟未崩潰前，該國的家家戶戶都能吃到米飯，90年代饑荒時則改以配合傳統蕎麥，將米飯留給了軍人與男性。同時，打糕和冷麵也是朝鮮人喜愛的食物。此外，儘管北韓的冬季非常寒冷，但當地人並沒有吃熱食的習慣。

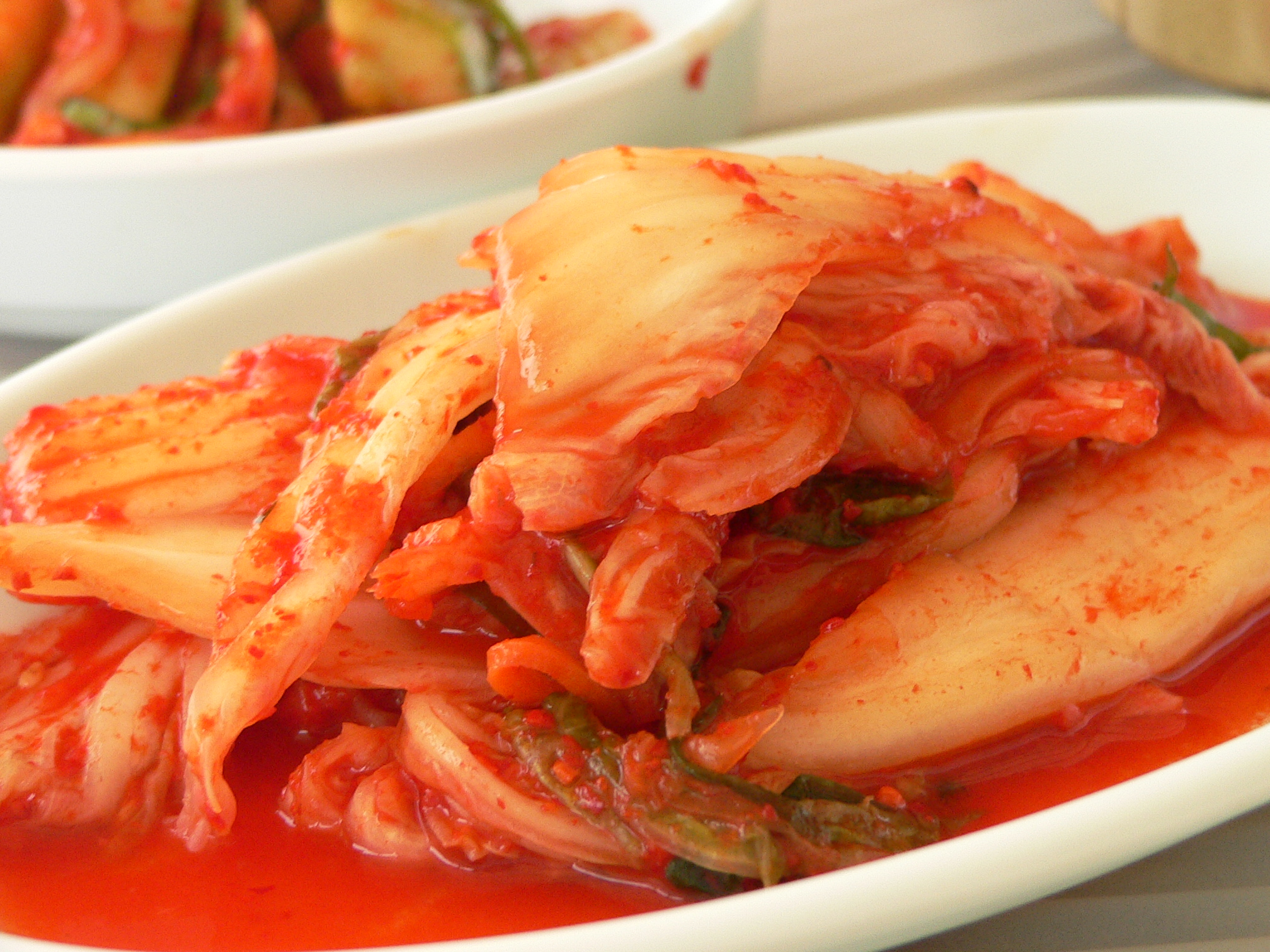
泡菜是北韓人的主食之一
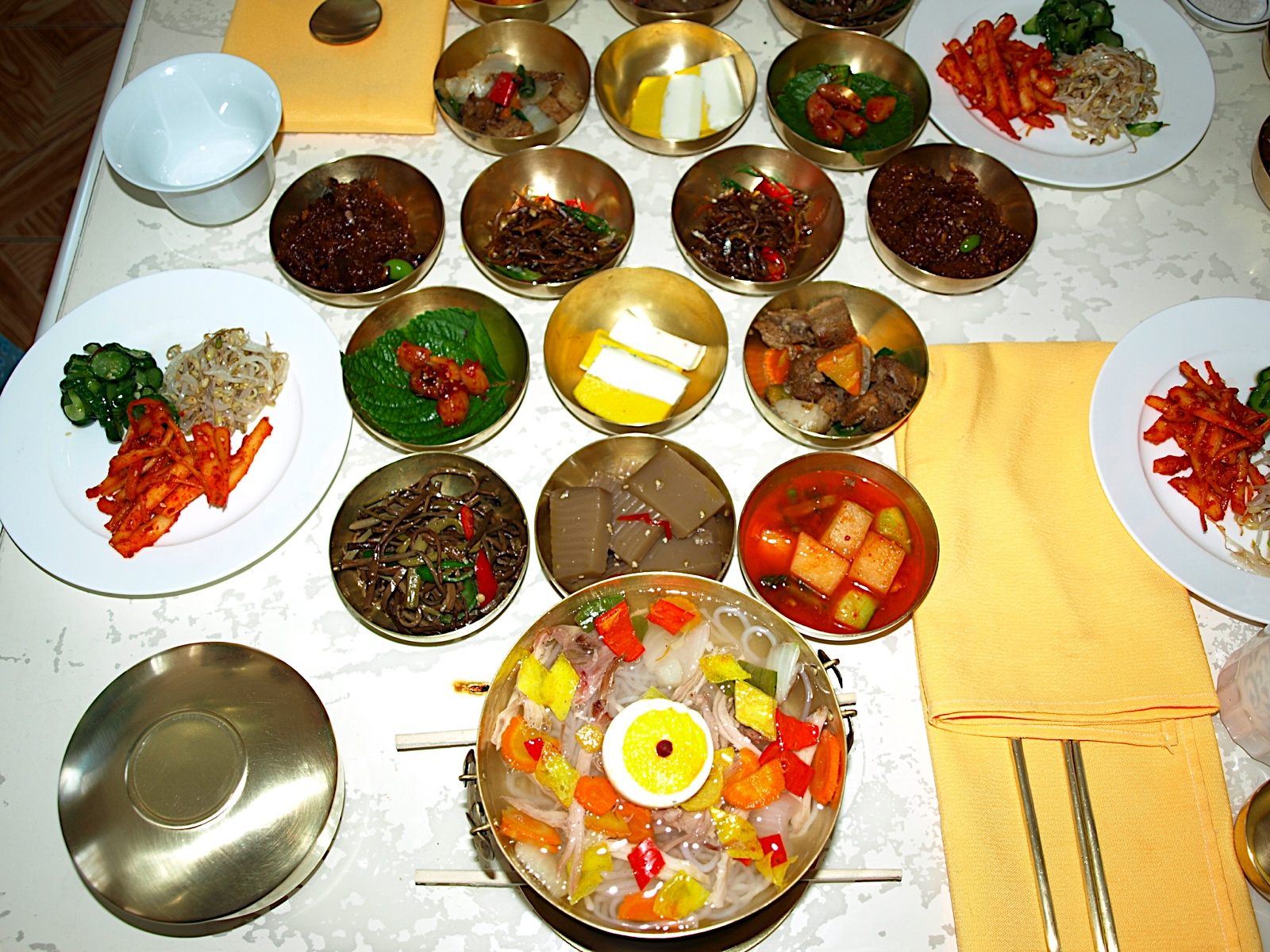
旅遊招待所的大全餐
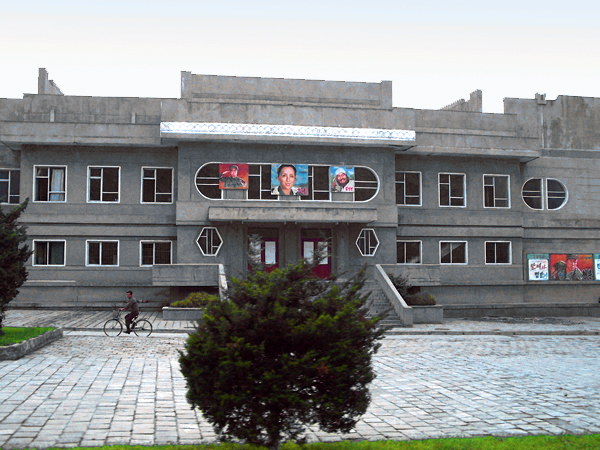
北韓的電影院。
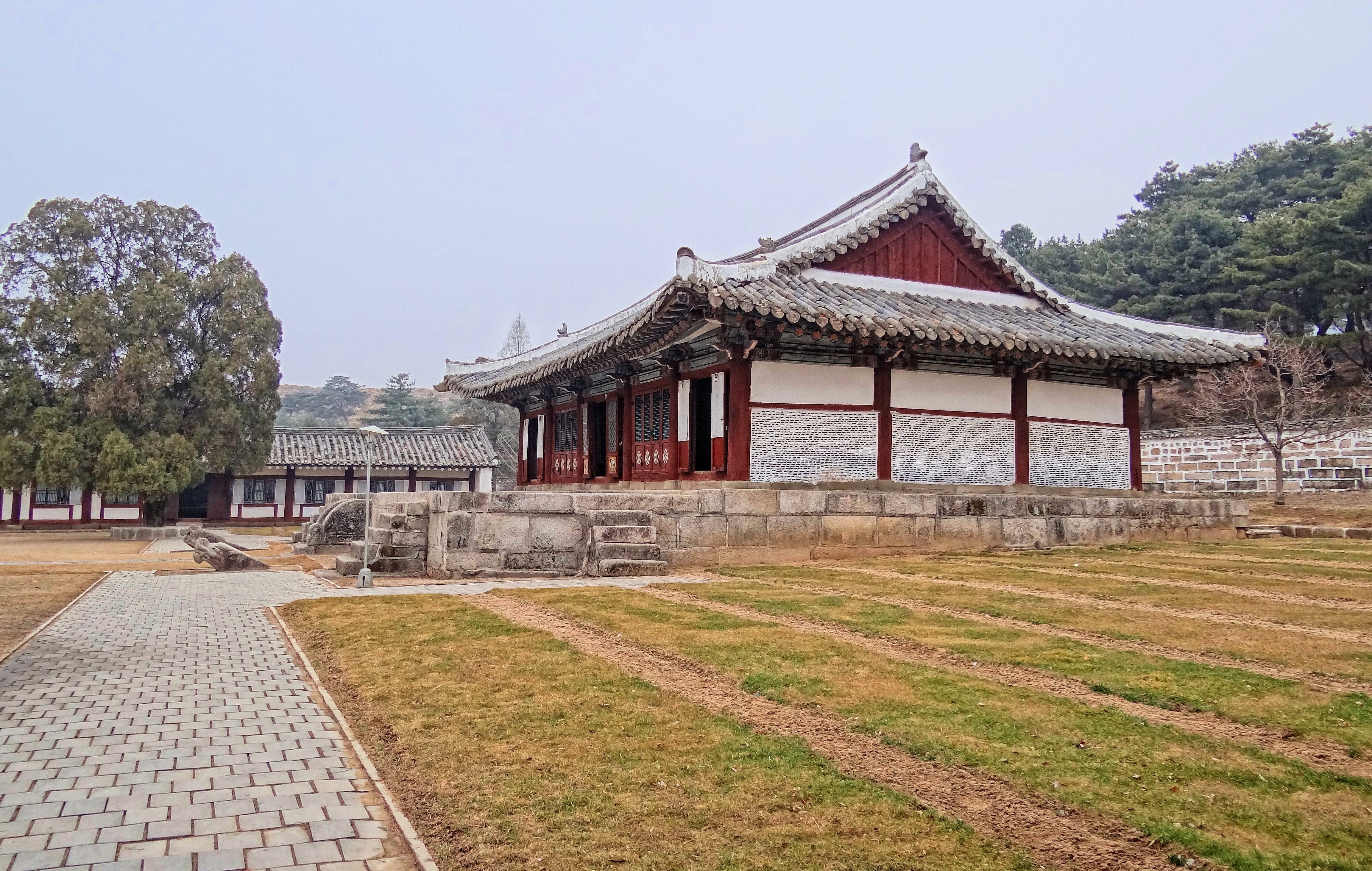
開城博物館
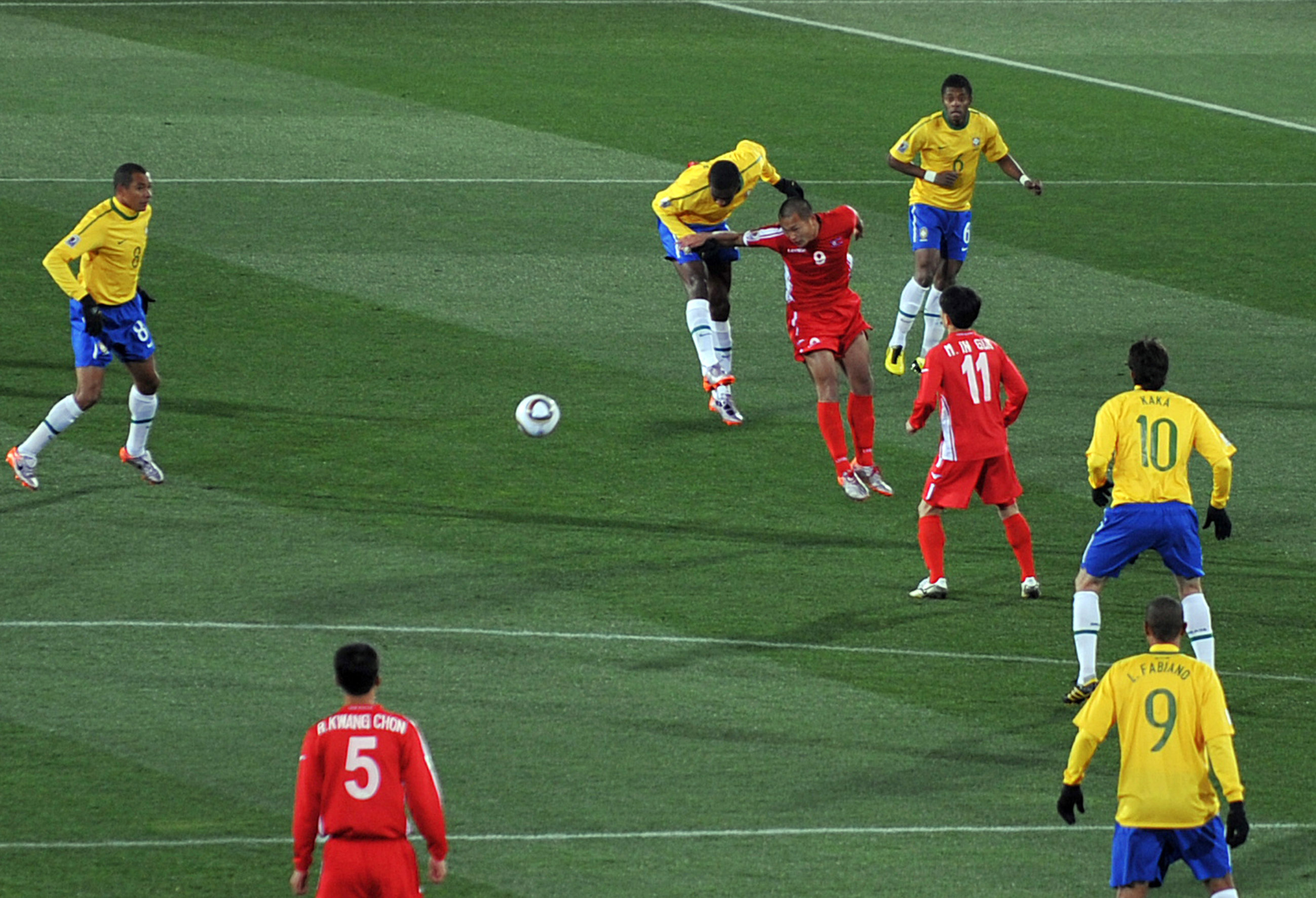
2010年世界盃足球賽，北韓的首個對手為巴西

## 現代文化

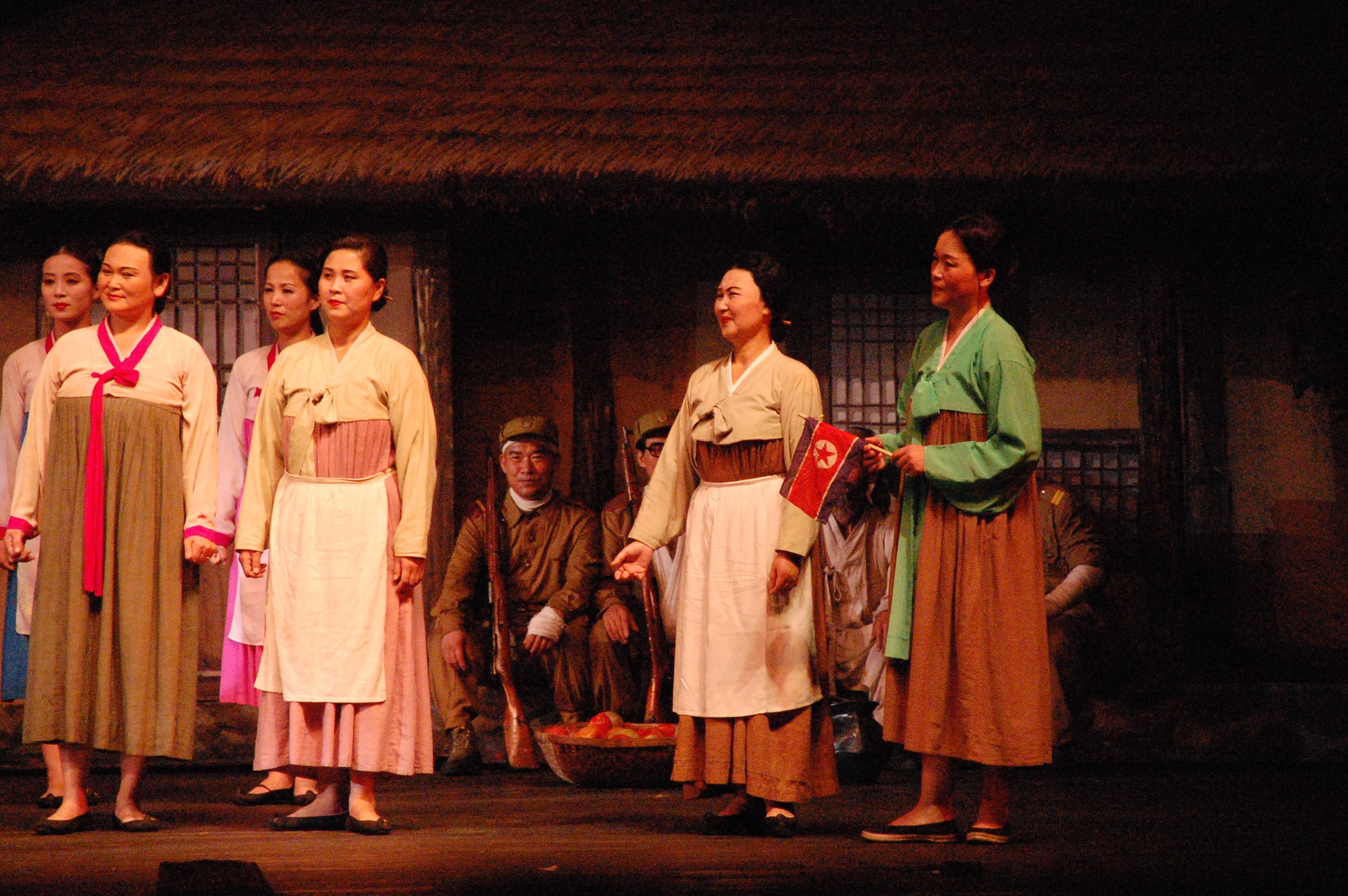
战争历史舞台剧

自金日成於1948年建國後，北韓政府進行大規模個人崇拜，其範疇函蓋文學、電影、音樂和圖書等多方面，並延續至今。因此，這種的個人崇拜已成為了朝鮮現代文化的一部份。

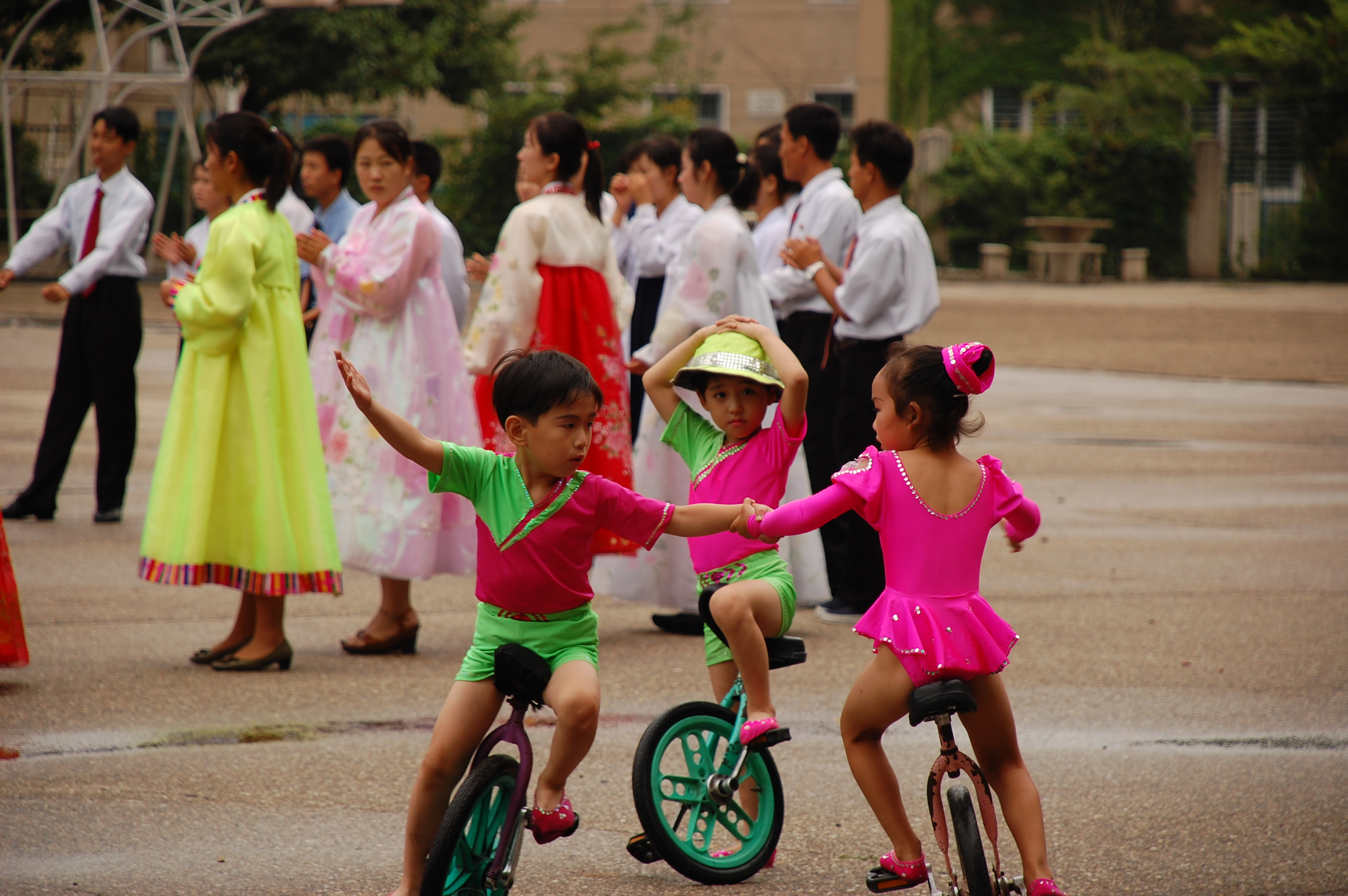
少年單車賽

以電影為例，北韓每年大約出產60部作品，當中的主題以抗日戰爭、反日反美和歌頌黨和領袖為主。由於電影院眾多，加上費用便宜，看電影是不少當地人的消遣活動。1987年，北韓宣稱每名國民在一年內平均會到電影院21次之多。有名的電影包括《賣花姑娘》、《金姬和銀姬的命運》、《安重根擊斃伊籐博文》和《一個女學生的日記》等。
此外，由於北韓人愛好音樂，音樂也因而成為宣傳的工具。北韓著名的歌曲包括《金日成將軍之歌》、《朝鮮之星》、《同志愛之歌》、《祖國保衛歌》、《金正日將軍之歌》等，也有輕快的歌曲如《城市姑娘出嫁了》和《口哨》等，但這類的歌曲並不多。2009年，朝鮮突然出現了一首名為《腳步》的歌曲，這被視為是一首讚頌金正恩的曲子。2014年初时，朝鲜突然发布了一首新歌曲《除了他我们谁都不认》，这表明朝鲜对其新领导人金正恩的个人崇拜正在愈演愈烈。北韓也有屬於自己的動漫。主要的生產商為「四·二六動漫電影制片廠」。

## 體育
朝鮮的傳統運動有跆拳道、跆跟、合氣道和唐手道等，都為武術運動。現時，足球是當地最受歡迎的運動。該國於1958年加入國際足協辦有北韓足球聯賽，男子隊先後於1966年和2010年的世界盃，並曾打進八強，是韓國國家男子足球隊在2002年取得殿軍之前，亞洲球隊在世界盃取得的最佳成績。女子隊方面，她們的最佳成績是在2007年世界盃中晉軍八強。
朝鮮也是國際奧林匹克委員會的成員，他們首屆參與的奧運會是在1964年舉行的冬季奧運會。隨後，該國響應了東歐集團號召杯葛1984年的洛杉磯奧運會，又因1988年的奧運會在漢城舉行而沒有參加。至2012年倫敦奧運會，北韓共參加了9次夏季奧運會和8次的冬季奧運會，並取得14金13銀和22銅的成績。
北韓曾于1979年承办了第35届世界乒乓球锦标赛。

## 節日
朝鮮共有15個的官方節日，並有深厚的政治色彩，比如4月15日為太陽節，即金日成的誕生日、4月25日為朝鮮人民軍創建日、9月9日為人民政權創建日以及10月10日為朝鲜劳动党创建日。傳統民族節日則有新春、元宵節、端午和中秋。假日也不少，到了每個假日，民眾也有一至兩天不用上課或上班，除了會登門拜訪親友外，與韓國的社會也有著不同，在北韓因為多數都認識鄰居的緣故，所以這種古早的鄰里精神卻還保留著，人們還會一同相約上街慶祝、在家看電視或是到郊外集會等等，社區敦親活動頻繁，所以即使是傳統節日，與韓國的假日也形成相當有特色的對比。
與南韓不同，四大傳統節目本身不是假期(所以要在該星期日上工補回工作日數)。

## 文化傳播

### 平面

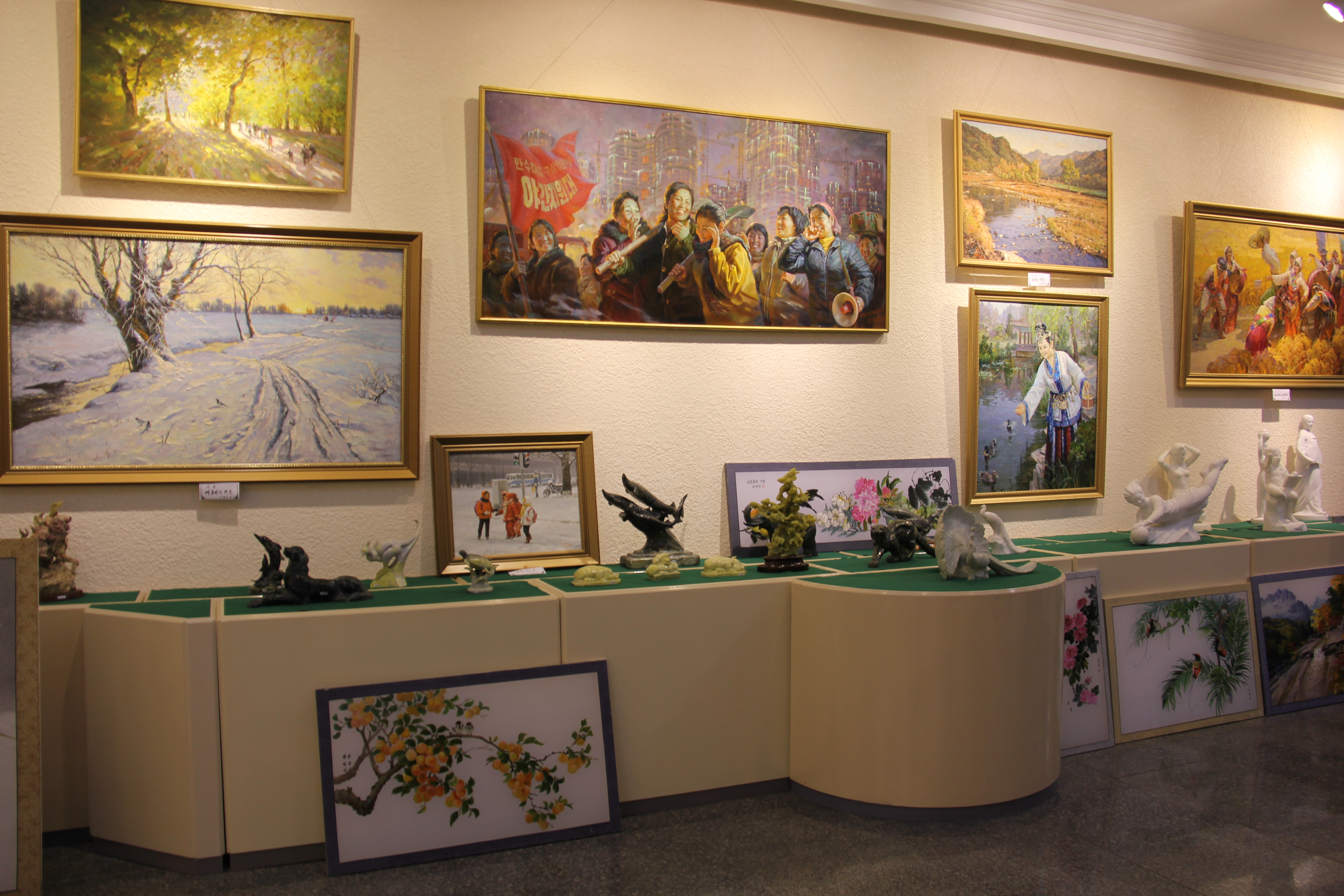
平壤畫展

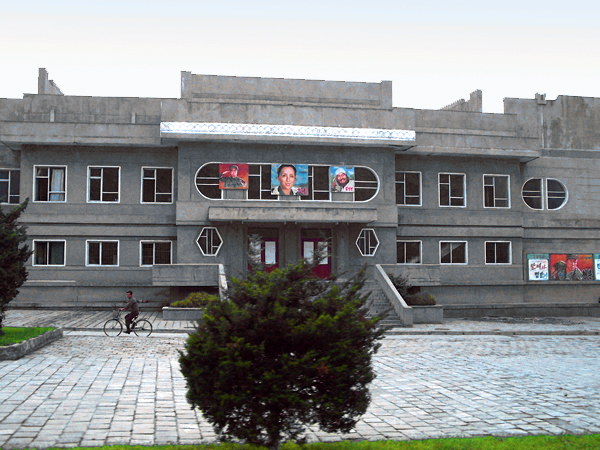
北韓電影院

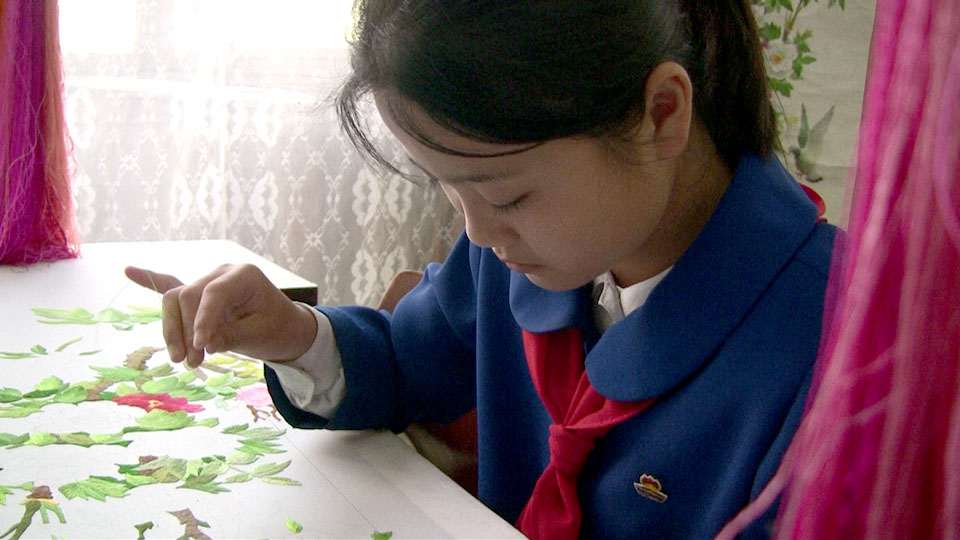
萬景台學生少年宮的朝鮮少年團成員學習刺繡

大量出版的書籍基本上以政治宣傳和懷念革命時代為主，另外純科學、數學的作品也有所出版，傳統文化方面的食譜、舞蹈、古樂器等技術性書籍被官方鼓勵，傑出作品能收錄人民大學習堂或登載在朝鮮文學 (雜誌)或文化學習上，各種上述題材的繪畫作品也能在國營畫展參展並登載於朝鮮畫報。

### 音樂和舞台劇
除了傳統中華文明樂器發展的古典樂外，功勳國家合唱團、血海歌劇團等舞台劇團也陸續出現，隨科技進步北韓也積極發展電子化現代搖滾或輕音樂，並融合政治內涵宣導。普天堡電子樂團與王在山輕音樂團陸續於80年代出現，最終還在海外演出。2012年後牡丹峰樂團更是造成萬人空巷，朝鮮官方評價其「集革命、戰鬥內容和嶄新、獨特、現代、人民性形式於一身」在朝鮮各餐廳和公共場所，凡有電視和大螢幕的地方，必在播出牡丹峰樂團演出，朝鮮人對這些音樂名媛的名字和特長，熱議紛紛。
金正恩時代後青峰樂團此一女子輕音樂團由官方組建，曲風較少激昂的政治和戰爭風格，較多抒情和歌頌唱法。許多外國評論家認為從北韓流行音樂的曲風可以觀察其社會狀態和官方當下的治理方針。

### 電影
北韓建國初期戰爭不斷電影發展相當緩慢，主要作品是一些戰爭記錄片例如安重根擊斃伊藤博文。1950年代後期北韓展開千里馬運動，開始第一個五年計劃，經濟逐漸恢復，為後來的電影事業發展創造了條件，但還是以革命電影為主例如血海和金姬和銀姬的命運，只是質量有所提升，並出版了朝鮮電影。1970年代是北韓電影的高峰。中國大陸的觀眾也是在這一時期逐漸熟悉了北韓電影。
其實金氏家族喜好外國甚至西方電影的傳言一直不斷，1985年還參考哥吉拉拍攝了平壤怪獸，最後該片還在多年後於南韓和日本放映，成為北韓令外界驚訝的一章。1987年開始舉辦平壤国际电影节，在較近的2014年展覽上，有多國影片參加，最終英國、德國、印度、伊朗等多國電影獲獎，北韓電影《女學生日記》還被法國片商購版權買往法國撥放。

### 體育
官方允許部分體育文化發揚，最著名的是朝鲜足球联赛（朝鲜语：공화국선수권축구대회；英语：DPR Korea League）是朝鲜最高水平的足球联赛，创建于1960年代。 主要在平壤的金日成体育场以及五一体育场进行，也就是说，朝鲜的联赛采取的是赛会制。 
作为一个社会主义国家，朝鲜的足球联赛不是完全的职业化，每支球队有着较为固定的津贴。由于长年政治的封闭使得朝鲜的足球也脱轨於国际足球系统，球员不可以任意进行自由转会，因此每年联赛的冠军没有参加亚洲冠军联赛的参赛资格。如果被亚足联允许参赛，他们冠军球队只能参加亚足联主席杯。

### 时尚限制
朝鲜以防范资本主义 “腐朽堕落的生活方式”为由，对髮型和衣著标准有着严格的规定与限制，国内的社会主义爱国青年同盟成员甚至会扮演着 “时尚警察” 的角色，负责抓捕那些穿着 “太外国” 的人。在金正日繼承父親金日成的政權後，部分對西方時尚及文化的限制有所放寬，如婦女被允許燙髮，男性可以保留稍長的頭髮，甚至可以公開地跳舞。但當時較標誌性的西方潮流如牛仔褲仍是完全禁止的，長頭髮的男性亦可能會被逮捕和被迫理髮。
朝鲜现行准可发型仅有30种（男女性各分15种），其余发型一律禁止，包括染发。朝鲜中央电视台也曾于2004年至2005年播出5集节目《让我们理发以符合社会主义生活方式》来对发型的规定进行宣传。另据官方报纸《劳动新闻》2021年5月中旬发表的社论，为让人民“摆脱资本主义的生活方式”，政府已禁止青年人穿紧身牛仔裤和留鲻鱼头，也不允许身体穿洞。